# Martinsyde S.1
Il Martinsyde S.1 (Scout 1) fu un monomotore biplano monoposto sviluppato dall'azienda aeronautica britannica Martinsyde Limited negli anni dieci del XX secolo.
Destinato ad equipaggiare il Royal Flying Corps, l'allora componente aerea del British Army (l'esercito del Regno Unito), nel ruolo di scout, l'antesignano dell'aereo da caccia, venne utilizzato in prima linea durante le fasi iniziali della prima guerra mondiale ma ben presto sostituito da modelli concettualmente più moderni.

## Storia del progetto
La Martinsyde venne fondata nel 1908 sull'entusiasmo dato dal successo dei primi aerei e sulla convinzione che il mercato dell'aviazione da diporto fosse un ottimo investimento per il futuro. In quell'anno iniziò la produzione di velivoli a velatura monoplana tuttavia l'interesse dimostrato dal mercato militare consigliò di sviluppare un modello specificatamente ideato per un utilizzo in quel campo. Analogamente ai Sopwith Tabloid e Bristol Scout l'azienda avviò un nuovo progetto che ne riproponeva le caratteristiche salienti abbandonando la soluzione tecnica monoplana per un modello biplano ritenuto più adatto.
L'S.1 venne valutato da una commissione esaminatrice del British Army per considerarne l'idoneità ad equipaggiare i reparti da ricognizione aerea del Royal Flying Corps (RFC) ed, ottenutane l'approvazione, venne sottoscritto un ordine di fornitura per 11 esemplari alla Martinsyde.

## Tecnica
L'S.1 era un convenzionale, per l'epoca, velivolo con struttura in legno e tela che riproponeva l'impostazione dei pari ruolo di produzione britannica: monomotore a configurazione traente, monoposto, biplano, a carrello fisso ed inizialmente privo di armamento.
La fusoliera, realizzata con struttura in legno ricoperta di tela trattata tranne che nella parte anteriore, integrava l'unico abitacolo aperto destinato al pilota. Posteriormente terminava in un impennaggio classico monoderiva.
La configurazione alare era biplana, dalle ali con struttura in legno ricoperta di tela trattata, collegate tra loro da una coppia di montanti, uno per lato, ed integrati da cavetti in acciaio, entrambe dotate di alettoni.
Il carrello d'atterraggio pur rimanendo fisso mutò configurazione in corso di produzione, dai primi modelli in cui la componente anteriore era quadricicla e dotata di slitte anticappottatura ad una soluzione più classica, con due sole ruote di grande diametro collegate tra loro da un assale rigido integrato da un pattino d'appoggio posteriore.
La propulsione era affidata ad un motore Gnome, un motore rotativo a pistoni a 7 cilindri raffreddato ad aria in grado di erogare una potenza pari a 80 hp (60 kW), montato all'estremità anteriore della fusoliera, ricoperto da una cappottatura metallica ed abbinato ad un'elica bipala in legno a passo fisso.
Inizialmente disarmato venne in seguito ed in alcuni esemplari dotato di una singola mitragliatrice Lewis calibro .303 in (7,7 mm) posizionata sopra l'ala superiore, in posizione centrale.

## Impiego operativo
I primi undici esemplari del Martinsyde S.1 iniziarono ad equipaggiare i reparti da ricognizione aerea del RFC alla fine del 1914, dall'inizio della prima guerra mondiale, inizialmente utilizzati come fast scout, ovvero ricognitori veloci. In tutto vennero consegnati sessanta unità che restarono in servizio di prima linea sul fronte occidentale fino alla metà del 1915.
Il Martinsyde S.1 venne progressivamente ritirato dal servizio di prima linea nel corso del 1915, sostituito da modelli appositamente progettati per la caccia. Benché inizialmente destinato ad essere utilizzato per difendere lo spazio aereo del Regno Unito, venne ritenuto inadeguato in questo compito, tuttavia venne impiegato nelle scuole di volo per la formazione dei piloti.

## Utilizzatori
Australia
- Australian Flying Corps
  - Mesopotamian Half Flight

 Regno Unito
- Royal Flying Corps

 Turchia
- Hava Kuvvetleri Müfettişliği